# Magdi Abdelghani
Magdi Abdelghani (ar. مجدي عبد الغني, ur. 27 lipca 1959 w Kairze) – piłkarz egipski grający na pozycji pomocnika.

## Kariera klubowa
Karierę piłkarską Abdelghani rozpoczął w Al-Ahly Kair. W 1977 roku zadebiutował w jego barwach w pierwszej lidze egipskiej. W latach 1978–82 oraz 1985-87 siedmiokrotnie został mistrzem kraju, a w latach 1978, 1981, 1983-1985 zdobył pięć Pucharów Egiptu. Wraz z Al-Ahly wygrał także Afrykańską Ligę Mistrzów w 1982 roku (3:0, 1:1 w finale z Asante Kotoko SC) i 1987 roku (0:0, 2:0 w finale z Al-Hilal Omdurman) oraz trzy kolejne Puchary Zdobywców Pucharów w latach 1984-86 i Puchar Afro-Azjatycki w 1988 roku.
Latem 1988 roku Abdelghani przeszedł do portugalskiej Beiry-Mar z miasta Aveiro. Przez cztery sezony grał w pierwszej lidze portugalskiej. Rozegrał w niej 107 meczów i strzelił 17 goli. W 1992 roku wrócił do Egiptu i grał jeszcze w El-Masry z Port Saidu i El Mokawloon SC z Nasr City.

## Kariera reprezentacyjna
W reprezentacji Egiptu Abdelghani zadebiutował w 1981 roku. W 1986 roku wygrał z Egiptem Puchar Narodów Afryki 1986. W 1990 roku został powołany przez selekcjonera Mahmouda El-Gohary'ego do kadry na Mistrzostwa Świata we Włoszech. Tam był podstawowym zawodnikiem Egiptu i rozegrał 3 spotkania grupowe: z Holandią (1:1 i gol z rzutu karnego w 82. minucie), z Irlandią (0:0) i z Anglią (0:1). W swojej karierze grał także w Letnich Igrzyskach Olimpijskich w Los Angeles i Pucharze Narodów Afryki 1992.